# Echium plantagineum
Echium plantagineum, comúnmente llamada buglosa o flor morada, es una planta incluida en el género Echium. Es una hierba anual que puede alcanzar los 70 cm de altura. Se desarrolla abundantemente en praderas a pleno sol y tolera media sombra.

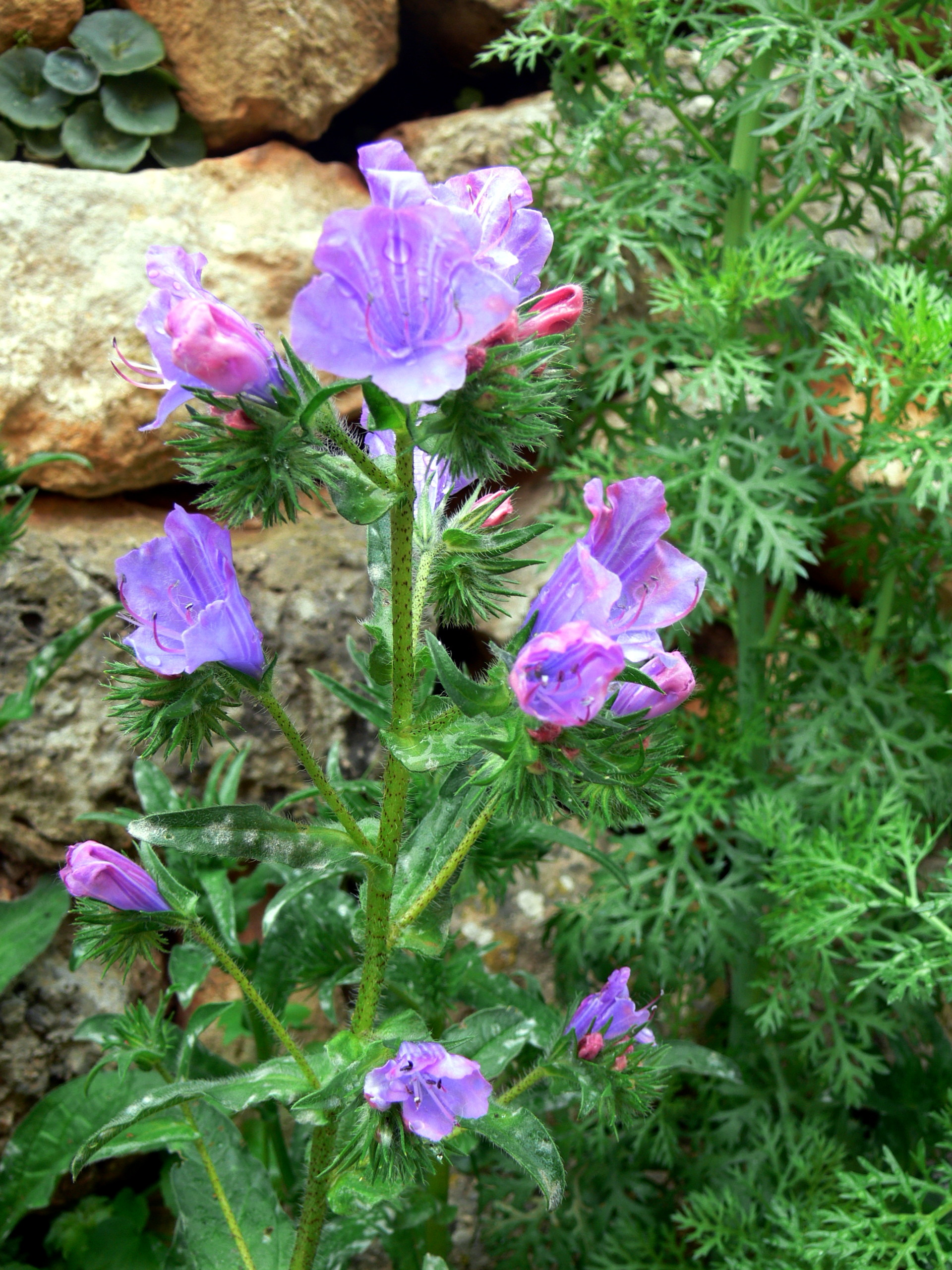
Planta en flor

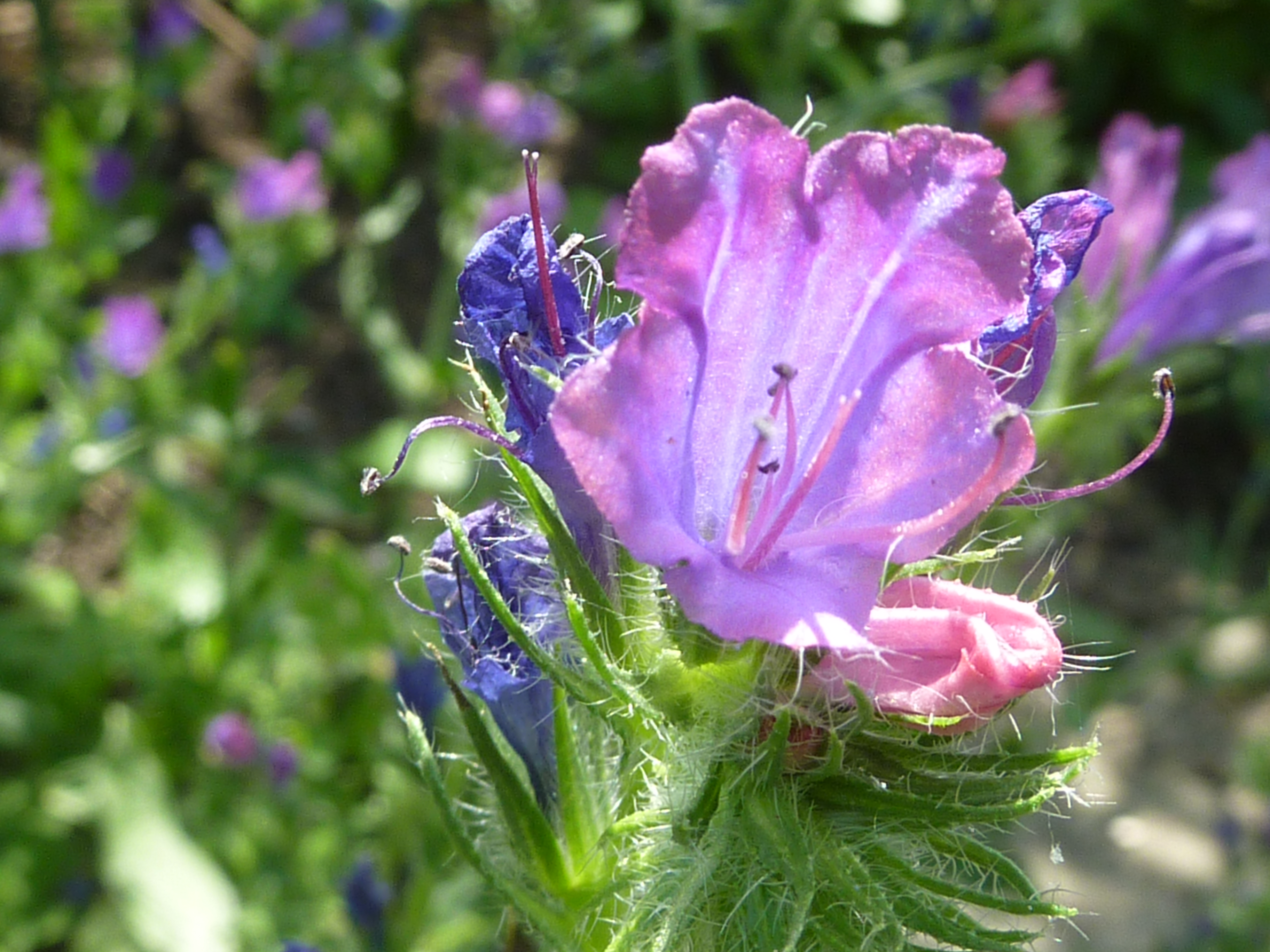
Flor en detalle

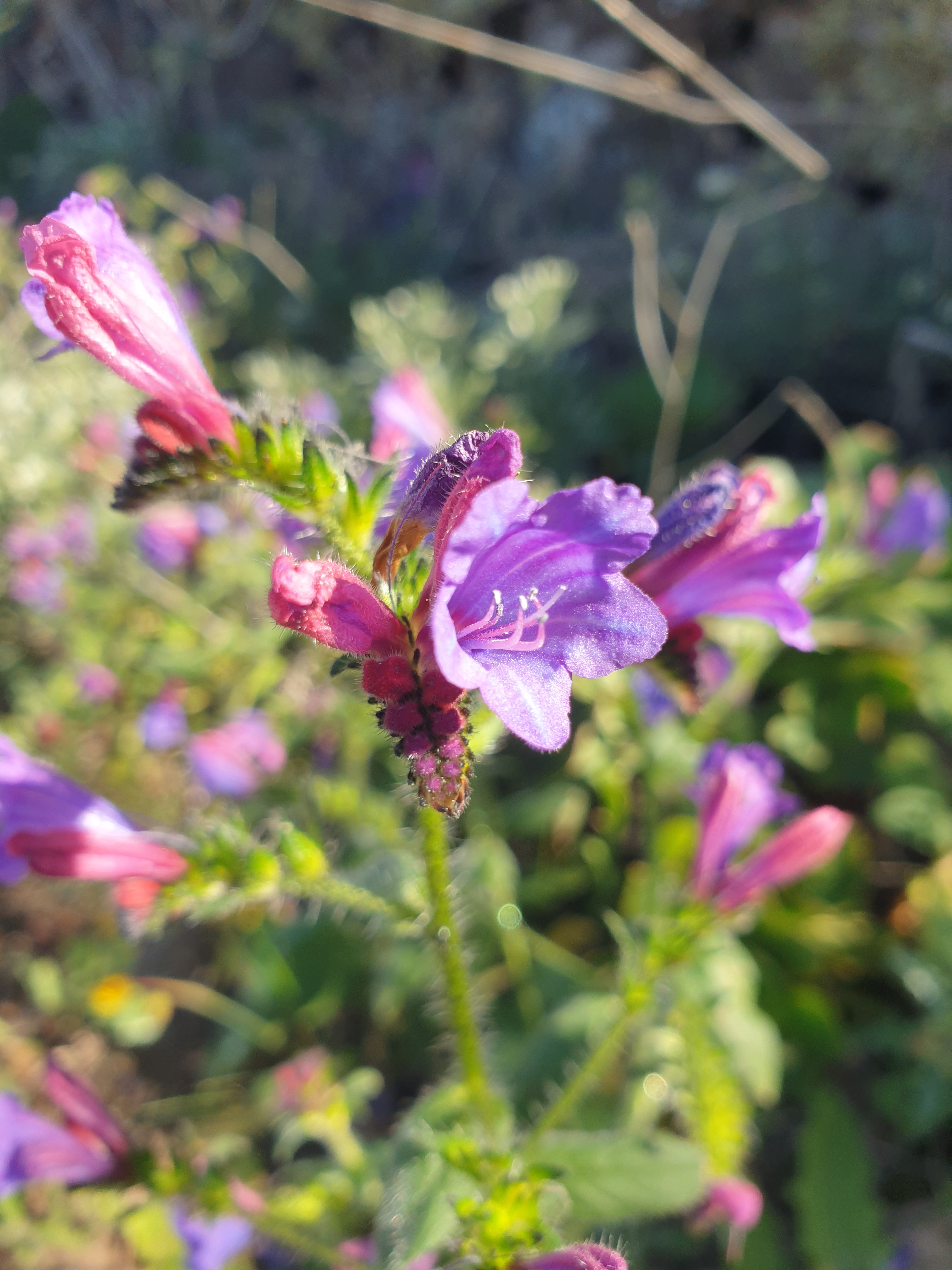
Flor en detalle en El Hierro

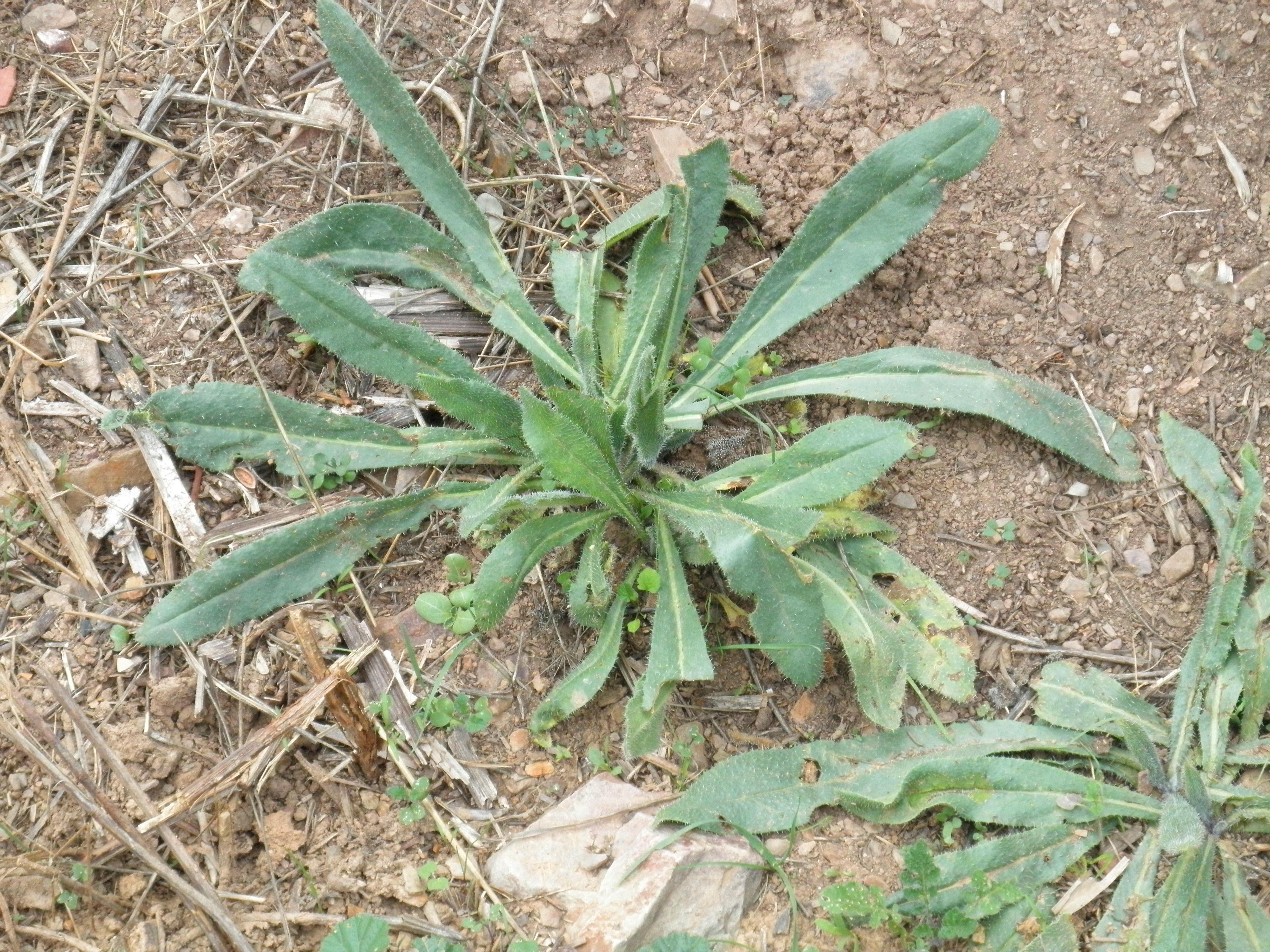
Detalle de la roseta

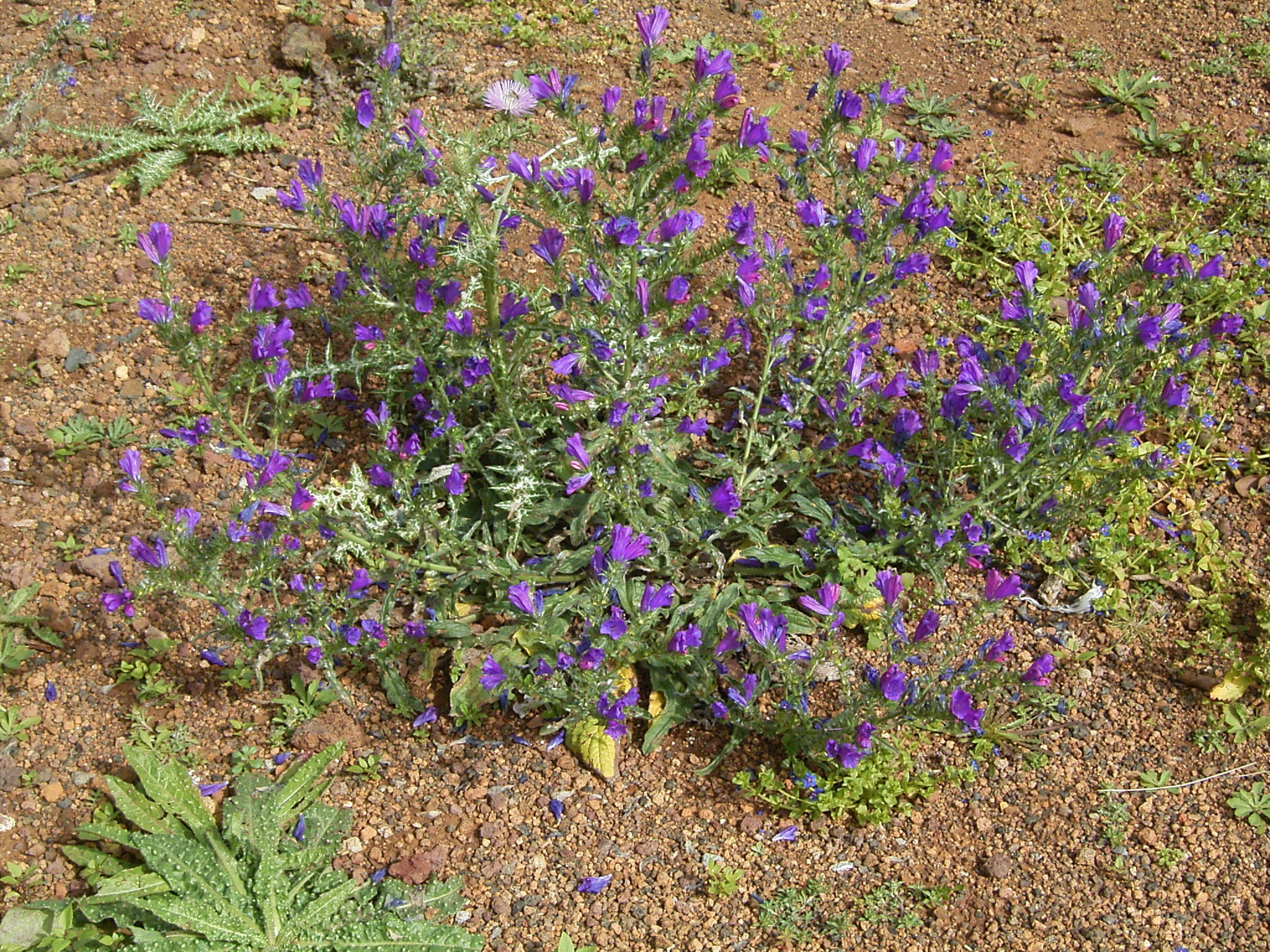
Vista de la planta en su hábitat

## Descripción
Anual o bienal. Planta herbácea de hasta 70 cm de altura, con tallos ramificados.

Toda la planta se halla densamente cubierta de un indumento de pelos rígidos que le dan un tacto microáspero.

Las hojas son lanceoladas, salvo las de la roseta basal que son oblongas.

Forma una inflorescencia erecta. Las flores son de color azul-violeta intenso con los pétalos soldados en casi toda su longitud, solamente tienen pelos sobre los nervios, hecho que marca la diferencia de Echium plantagineum con respecto a Echium sabulicola (más pequeña y con pilosidad en la corola de la flor).
Florece en el hemisferio boreal, según la región y su clima, de febrero a julio.

## Distribución y hábitat
Zonas llanas de toda Europa a lo largo de caminos y tierras baldías. En España ampliamente extendida por todo el territorio.
Esta es también la especie invasora y plaga por excelencia (comparable con la expansión de los conejos) en la mayor parte del  sur de Australia, donde infecta los antiguamente productivos pastos nativos. Fue introducida en los primeros años de colonización desde Europa por la familia Patterson para embellecer su jardín pero en poco tiempo se pudo ver su imparable expansión a través de los anteriormente productivos pastos circundantes. Hoy en día se sigue luchando por su erradicación con todos los medios posibles.

## Principios activos
Mucílagos, cinogloxina, consolicina, nitratos, tanino.

Esta especie contiene, como todas las demás pertenecientes a este género, pequeñísimas cantidades de un alcaloide bastante tóxico llamado equiína, que se asemeja, en su modo de actuación, al curare que usan los indios sudamericanos para envenenar las flechas. De hecho, se han descrito muertes de reses por haber pastado en zonas donde medraba esta especie y haberla ingerido en grandes cantidades.

## Usos medicinales
El jugo se usa en cosmética como eficaz emoliente para pieles delicadas y enrojecidas.

Se usan cataplasmas de flores frescas para curar forúnculos y uñeros; usando las extremidades florales, que se recolectan en julio.
La raíz da un colorante rojo para los tejidos.

## Taxonomía
Echium plantagineum fue descrita por Jean-Baptiste Lamarck  y publicado en Mantissa Plantarum 2: 202. 1771.
Citología
Número de cromosomas de Echium plantagineum (Fam. Boraginaceae) y táxones infraespecíficos:  n=8
Etimología
Echium: nombre genérico que deriva del griego echium, lo que significa víbora, por la forma triangular de las semillas que recuerdan vagamente a la cabeza de una víbora. Este hecho también explica que en la Edad Media se tuviera a esta planta como protectora frente a las víboras y se utilizara, por asociación, como remedio contra las mordeduras de este ofidio.
plantagineum: epíteto que alude a la semejanza foliar con especies del género Plantago.
Sinonimia
- Echium lycopsis  auct. non L.
- Echium murale Hill
- Echium plantaginoides Roem. & Schult.
- Echium sennenii Pau
- Echium violaceum L.[4]
- Echium alonsoi Sennen & Mauricio
- Echium bonariense Poir.
- Echium creticum subsp. plantagineum (L.) Malag.
- Echium longistamineum Pourr. ex Lapeyr.
- Echium orientale Stephan
- Echium plantaginifolium L. ex Moris
- Echium pseudoviolaceum Schur
- Echium violaceum var. medium Kuntze[5]

## Nombrevernáculo
- argamula, arguimula, avellanas, bovina peluda, chupaderos, chupamiel de viñas, chupamieles, equio de hojas de llantén, flores cordiales, hoja de mula, lengua de buey, lengua de vaca, lenguas, lenguaza, lenguazas, lichariega, oreja de mula, polomina de Canarias, sonaja, tortalsol, viborera, viborillo, violetilla, vivorera, vivorillo.[4]